# Johann Georg Euler

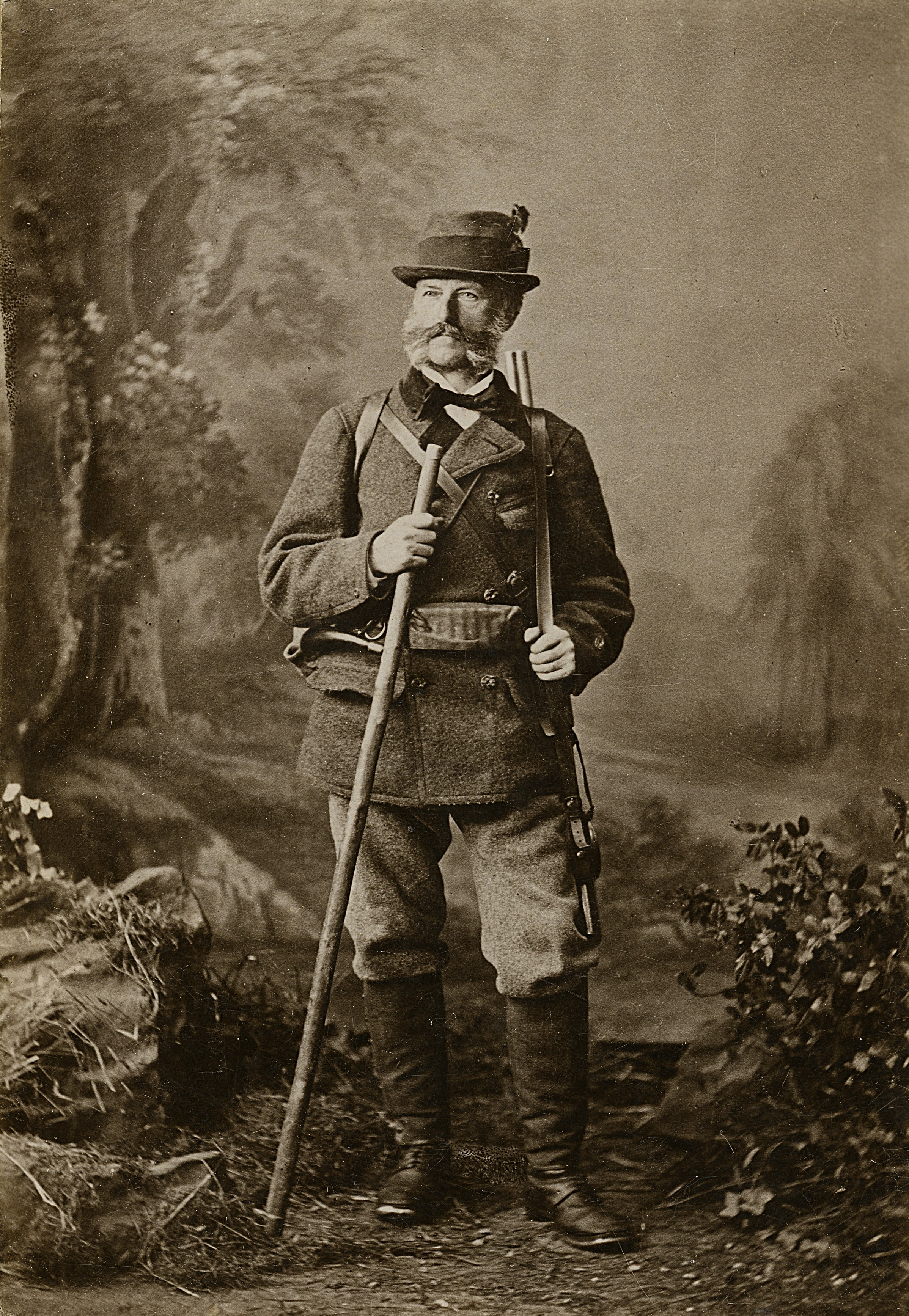
Johann Georg Euler-Bänziger als Jäger, um 1875.

Johann Georg Euler (* 25. Mai 1815 in Basel; † 6. Dezember 1894 in Lutzenberg AR; heimatberechtigt in Basel) war ein Schweizer Unternehmer und Regierungsrat des Kantons Appenzell Ausserrhoden.

## Leben
Johann Georg Euler war ein Sohn des Commis Johann Rudolf Euler und der Judith Euler, geborene Frei. Im Jahr 1842 heiratete er Anna Elisabeth Bänziger, Tochter des wohlhabenden Gemeinderats Johannes Bänziger senior und Schwester von Johannes Bänziger junior. Der Eintritt in die Stickereifirma seines Schwagers geschah in den 1830er Jahren. Die Übernahme derselben folgte nach dessen Tod 1840, wobei Euler anfänglich die Geschäfte gemeinsam mit seiner späteren Ehefrau Anna Elisabeth Bänziger leitete. Innerhalb kurzer Zeit wurde das Unternehmen zur Weltfirma und galt 1855 als Branchenleader. Johann Georg Euler baute an der Dorfhalde in Lutzenberg zwischen 1850 und 1875 repräsentative Firmengebäude. Von 1856 bis 1863 war Johann Georg Euler Mitglied des Ausserrhoder Grossrats. Als Mitglied der Regierung war er von 1863 bis 1864 Landesfähnrich und von 1864 bis 1867 Landesseckelmeister. Von 1858 bis 1867 war er Mitglied der Landesbau- und Strassenkommission. Johann Georg Euler war Kunstmäzen sowie ein leidenschaftlicher Schütze und Jäger und als solcher Besitzer eines Jagdreviers in Vorarlberg.